# Alexandre Barbier
Alexandre Barbier est un  footballeur français né le 7 juillet 1979 au Chesnay.
Il est défenseur au Stade de Reims de 2003 à 2012 où il termine sa carrière. Il devient ensuite recruteur dans ce même club

## Carrière de joueur
- Paris SG (centre de formation)
- INF Clairefontaine
- 1999-2002 : US Lusitanos Saint-Maur (en CFA puis National)
- 2002-2003 : US Créteil-Lusitanos (4 matches en Ligue 2)
- 2003-2012 : Stade de Reims (141 matches et 11 buts en Ligue 2, + quelques matchs en National)[1]

## Palmarès
- Champion de National en 2004 avec le Stade de Reims
- Champion de CFA (Groupe D) en 2001 avec l'US Lusitanos Saint-Maur